# Coppa Europa di sci alpino 2002
La Coppa Europa di sci alpino 2002 fu la 31ª edizione della manifestazione organizzata dalla Federazione Internazionale Sci.
La stagione maschile iniziò il 3 dicembre 2001 a Val Thorens, in Francia, e si concluse il 16 marzo 2002 a Le Grand-Bornand, ancora in Francia; furono disputate 34 gare (8 discese libere, 6 supergiganti, 10 slalom giganti, 10 slalom speciali), in 18 diverse località. L'austriaco Martin Marinac si aggiudicò sia la classifica generale, sia quella di slalom gigante; il suo connazionale Andreas Buder vinse quella di discesa libera e i francesi Freddy Rech e Stéphane Tissot rispettivamente quella di supergigante e di slalom speciale. Lo svizzero Ambrosi Hoffmann era il detentore uscente della Coppa generale.
La stagione femminile iniziò il 29 novembre 2001 a Levi, in Finlandia, e si concluse il 16 marzo 2002 a La Clusaz, in Francia; furono disputate 34 gare (7 discese libere, 7 supergiganti, 9 slalom giganti, 11 slalom speciali), in 16 diverse località. La tedesca Maria Riesch si aggiudicò sia la classifica generale, sia quella di discesa libera; l'austriaca Katja Wirth vinse quella di supergigante, la canadese Britt Janyk quella di slalom gigante e la norvegese Line Viken quella di slalom speciale. La svizzera Lilian Kummer era la detentrice uscente della Coppa generale.

## Uomini

### Risultati
| Data             | Località                 | Nazione  | Spec. | Primo                 | Secondo               | Terzo                             |
| ---------------- | ------------------------ | -------- | ----- | --------------------- | --------------------- | --------------------------------- |
| 3 dicembre 2001  | Val Thorens              | Francia  | SL    | Pierre Egger          | Mitja Dragšič         | Cristian Javier Simari Birkner    |
| 4 dicembre 2001  | Val Thorens              | Francia  | SL    | Manfred Pranger       | Sébastien Amiez       | Hannes Paul Schmid                |
| 8 dicembre 2001  | Damüls                   | Austria  | GS    | Michael Gufler        | Mitja Dragšič         | Manfred Pranger                   |
| 9 dicembre 2001  | Damüls                   | Austria  | GS    | Michael Gufler        | Andrej Filičkin       | Matthias Lanzinger Martin Marinac |
| 14 dicembre 2001 | Obereggen                | Italia   | SL    | Mitja Dragšič         | Stéphane Tissot       | Tom Rothrock                      |
| 15 dicembre 2001 | Pozza di Fassa           | Italia   | SL    | Mitja Dragšič         | Kurt Engl             | Stéphane Tissot                   |
| 19 dicembre 2001 | Saalbach-Hinterglemm     | Austria  | DH    | Thomas Graggaber      | Andreas Buder         | Josef Schild                      |
| 20 dicembre 2001 | Saalbach-Hinterglemm     | Austria  | DH    | Andreas Buder         | Patrick Staudacher    | Marco Sullivan                    |
| 21 dicembre 2001 | Saalbach-Hinterglemm     | Austria  | SG    | Fritz Strobl          | Marco Sullivan        | Norbert Holzknecht                |
| 7 gennaio 2002   | Kranjska Gora            | Slovenia | GS    | Stephan Görgl         | Matthias Lanzinger    | Hannes Reiter                     |
| 8 gennaio 2002   | Kranjska Gora            | Slovenia | GS    | Hannes Reiter         | Martin Marinac        | Thomas Vonn                       |
| 9 gennaio 2002   | Tarvisio                 | Italia   | SG    | Marco Büchel          | Lasse Paulsen         | Freddy Rech                       |
| 12 gennaio 2002  | Oberjoch                 | Germania | GS    | Stephan Görgl         | Martin Marinac        | Hannes Reiter                     |
| 13 gennaio 2002  | Oberjoch                 | Germania | GS    | Stephan Görgl         | Bjarne Solbakken      | Martin Marinac                    |
| 15 gennaio 2002  | Mellau                   | Austria  | SL    | Kilian Albrecht       | Martin Marinac        | Pierre Egger                      |
| 16 gennaio 2002  | Mellau                   | Austria  | SL    | Silvan Zurbriggen     | Markus Larsson        | Kilian Albrecht                   |
| 18 gennaio 2002  | Saas-Fee                 | Svizzera | GS    | Alexander Ploner      | Gauthier de Tessières | Tobias Grünenfelder               |
| 19 gennaio 2002  | Saas-Fee                 | Svizzera | GS    | Tobias Grünenfelder   | Martin Marinac        | Gauthier de Tessières             |
| 25 gennaio 2002  | Sankt Moritz             | Svizzera | DH    | Peter Fill            | Georg Streitberger    | Patrick Staudacher                |
| 6 febbraio 2002  | Tarvisio                 | Italia   | DH    | Andreas Buder         | Daniel Züger          | Thomas Graggaber                  |
| 8 febbraio 2002  | Tarvisio                 | Italia   | DH    | Daniel Züger          | Matteo Berbenni       | Hans Grugger                      |
| 10 febbraio 2002 | Sappada                  | Italia   | SL    | Richard Gravier       | Stéphane Tissot       | Martin Marinac                    |
| 11 febbraio 2002 | Sappada                  | Italia   | SL    | Stéphane Tissot       | Silvan Zurbriggen     | Hannes Paul Schmid                |
| 12 febbraio 2002 | Zoldo Alto               | Italia   | SL    | Silvan Zurbriggen     | Stéphane Tissot       | Kévin Page                        |
| 13 febbraio 2002 | Sella Nevea              | Italia   | SG    | Stephan Görgl         | Hannes Reichelt       | Norbert Holzknecht                |
| 14 febbraio 2002 | Sella Nevea              | Italia   | SG    | Stephan Görgl         | Freddy Rech           | Konrad Hari                       |
| 15 febbraio 2002 | San Martino di Castrozza | Italia   | GS    | Gauthier de Tessières | Stephan Görgl         | Matthias Lanzinger                |
| 5 marzo 2002     | Tignes                   | Francia  | DH    | Norbert Holzknecht    | Patrick Staudacher    | Erik Seletto                      |
| 7 marzo 2002     | Tignes                   | Francia  | DH    | Norbert Holzknecht    | Daniel Züger          | Josef Schild                      |
| 7 marzo 2002     | Tignes                   | Francia  | SG    | Freddy Rech           | Patrick Staudacher    | Matthias Lanzinger                |
| 11 marzo 2002    | La Clusaz                | Francia  | SG    | Hannes Reichelt       | Christophe Saioni     | Norbert Holzknecht                |
| 13 marzo 2002    | La Clusaz                | Francia  | DH    | Thomas Graggaber      | Hannes Reichelt       | Andreas Buder                     |
| 15 marzo 2002    | Le Grand-Bornand         | Francia  | GS    | Patrick Holzer        | Arnold Rieder         | Alexander Ploner                  |
| 16 marzo 2002    | Le Grand-Bornand         | Francia  | SL    | Mitja Dragšič         | Alan Perathoner       | Patrick Bechter Andreas Ertl      |

Legenda:

DH = discesa libera

SG = supergigante

GS = slalom gigante

SL = slalom speciale

### Classifiche

#### Generale
| Pos. | Nome               | Nazione  | Punti |
| ---- | ------------------ | -------- | ----- |
| 1    | Martin Marinac     | Austria  | 835   |
| 2    | Stephan Görgl      | Austria  | 737   |
| 3    | Michael Gufler     | Italia   | 634   |
| 4    | Hannes Reichelt    | Austria  | 602   |
| 5    | Andreas Buder      | Austria  | 576   |
| 6    | Thomas Graggaber   | Austria  | 523   |
| 7    | Christoph Alster   | Austria  | 510   |
| 8    | Matthias Lanzinger | Austria  | 497   |
| 9    | Mitja Dragšič      | Slovenia | 486   |
| 10   | Stéphane Tissot    | Francia  | 472   |

#### Discesa libera
| Pos. | Nome               | Nazione  | Punti |
| ---- | ------------------ | -------- | ----- |
| 1    | Andreas Buder      | Austria  | 462   |
| 2    | Thomas Graggaber   | Austria  | 383   |
| 3    | Daniel Züger       | Svizzera | 358   |
| 4    | Hannes Reichelt    | Austria  | 284   |
| 5    | Patrick Staudacher | Italia   | 278   |

#### Supergigante
| Pos. | Nome               | Nazione  | Punti |
| ---- | ------------------ | -------- | ----- |
| 1    | Freddy Rech        | Francia  | 289   |
| 2    | Hannes Reichelt    | Austria  | 274   |
| 3    | Stephan Görgl      | Austria  | 265   |
| 4    | Konrad Hari        | Svizzera | 228   |
| 5    | Norbert Holzknecht | Austria  | 225   |

#### Slalom gigante
| Pos. | Nome                  | Nazione | Punti |
| ---- | --------------------- | ------- | ----- |
| 1    | Martin Marinac        | Austria | 443   |
| 2    | Stephan Görgl         | Austria | 419   |
| 3    | Michael Gufler        | Italia  | 417   |
| 4    | Hannes Reiter         | Austria | 411   |
| 5    | Gauthier de Tessières | Francia | 371   |

#### Slalom speciale
| Pos. | Nome              | Nazione  | Punti |
| ---- | ----------------- | -------- | ----- |
| 1    | Stéphane Tissot   | Francia  | 472   |
| 2    | Mitja Dragšič     | Slovenia | 402   |
| 3    | Martin Marinac    | Austria  | 392   |
| 4    | Silvan Zurbriggen | Svizzera | 382   |
| 5    | Pierre Egger      | Austria  | 305   |

## Donne

### Risultati
| Data             | Località              | Nazione   | Spec. | Prima                | Seconda                      | Terza                       |
| ---------------- | --------------------- | --------- | ----- | -------------------- | ---------------------------- | --------------------------- |
| 29 novembre 2001 | Levi                  | Finlandia | SL    | Tanja Poutiainen     | Marlies Schild               | Corina Grünenfelder         |
| 30 novembre 2001 | Levi                  | Finlandia | SL    | Tanja Poutiainen     | Veronika Zuzulová            | Henna Raita                 |
| 2 dicembre 2001  | Åre                   | Svezia    | SL    | Corina Grünenfelder  | Line Viken                   | Vanessa Vidal               |
| 3 dicembre 2001  | Åre                   | Svezia    | SL    | Corina Grünenfelder  | Ylva Nowén                   | Vanessa Vidal               |
| 5 dicembre 2001  | Ål                    | Norvegia  | GS    | Fränzi Aufdenblatten | Andrine Flemmen              | Petra Knor                  |
| 6 dicembre 2001  | Ål                    | Norvegia  | GS    | Andrine Flemmen      | Lilian Kummer                | Kristine Heggelund          |
| 11 gennaio 2002  | Tignes                | Francia   | SG    | Martina Schild       | Katja Wirth                  | Kathrin Wilhelm             |
| 12 gennaio 2002  | Tignes                | Francia   | SG    | Martina Schild       | Martina Lechner              | Silvia Berger               |
| 14 gennaio 2002  | Arosa                 | Svizzera  | GS    | Birgit Heeb          | Martina Lechner              | Kristine Heggelund          |
| 15 gennaio 2002  | Arosa                 | Svizzera  | GS    | Fränzi Aufdenblatten | Andrine Flemmen              | Annemarie Gerg              |
| 17 gennaio 2002  | Sankt Sebastian       | Austria   | GS    | Andrine Flemmen      | Petra Knor                   | Britt Janyk                 |
| 18 gennaio 2002  | Sankt Sebastian       | Austria   | GS    | Britt Janyk          | Erika Dicht                  | Nicole Hosp                 |
| 20 gennaio 2002  | Altenmarkt-Zauchensee | Austria   | DH    | Maria Holaus         | Katja Wirth                  | Kathrin Wilhelm             |
| 22 gennaio 2002  | Altenmarkt-Zauchensee | Austria   | DH    | Maria Holaus         | Kathrin Wilhelm              | Michaela Kofler             |
| 24 gennaio 2002  | Rogla                 | Slovenia  | SL    | Henna Raita          | Katja Jossi                  | Petra Knor                  |
| 25 gennaio 2002  | Rogla                 | Slovenia  | SL    | Noriyo Hiroi         | Veronika Zuzulová            | Lisa Bremseth               |
| 1º febbraio 2002 | Lenggries             | Germania  | SL    | Petra Knor           | Nicole Hosp                  | Karin Truppe                |
| 2 febbraio 2002  | Lenggries             | Germania  | SL    | Line Viken           | Maia Barmettler Maria Riesch |                             |
| 5 febbraio 2002  | Tarvisio              | Italia    | DH    | Maria Riesch         | Karin Blaser Tamara Müller   |                             |
| 6 febbraio 2002  | Tarvisio              | Italia    | DH    | Maria Riesch         | Astrid Vierthaler            | Karin Blaser Isabelle Huber |
| 8 febbraio 2002  | Tarvisio              | Italia    | SG    | Katja Wirth          | Astrid Vierthaler            | Kathrin Wilhelm             |
| 11 febbraio 2002 | Sella Nevea           | Italia    | SG    | Ingrid Rumpfhuber    | Andrea Felber                | Katja Wirth                 |
| 12 febbraio 2002 | Sella Nevea           | Italia    | SG    | Karin Blaser         | Kathrin Wilhelm              | Katja Wirth                 |
| 14 febbraio 2002 | Abetone               | Italia    | GS    | Maria Riesch         | Nicole Hosp                  | Eveline Rohregger           |
| 15 febbraio 2002 | Abetone               | Italia    | GS    | Britt Janyk          | Petra Knor                   | Elisabeth Görgl             |
| 17 febbraio 2002 | Bad Hofgastein        | Austria   | SL    | Maria Riesch         | Karin Truppe                 | Petra Knor                  |
| 18 febbraio 2002 | Bad Hofgastein        | Austria   | SL    | Line Viken           | Eva Walkner                  | Marina Huber                |
| 5 marzo 2002     | Lenzerheide           | Svizzera  | DH    | Maria Riesch         | Kathrin Wilhelm              | Ella Alpiger                |
| 5 marzo 2002     | Lenzerheide           | Svizzera  | DH    | Varvara Zelenskaja   | Tamara Müller                | Maria Riesch                |
| 6 marzo 2002     | Lenzerheide           | Svizzera  | SG    | Tamara Müller        | Varvara Zelenskaja           | Karin Blaser                |
| 11 marzo 2002    | Le Grand-Bornand      | Francia   | GS    | Nicole Hosp          | Elisabeth Görgl              | Denise Karbon               |
| 12 marzo 2002    | Le Grand-Bornand      | Francia   | SL    | Veronika Zuzulová    | Nicole Hosp                  | Henna Raita                 |
| 15 marzo 2002    | La Clusaz             | Francia   | DH    | Chiara Maj           | Ingrid Jacquemod             | Jenny Owens                 |
| 16 marzo 2002    | La Clusaz             | Francia   | SG    | Kathrin Wilhelm      | Maria Riesch                 | Varvara Zelenskaja          |

Legenda:

DH = discesa libera

SG = supergigante

GS = slalom gigante

SL = slalom speciale

### Classifiche

#### Generale
| Pos. | Nome            | Nazione  | Punti |
| ---- | --------------- | -------- | ----- |
| 1    | Maria Riesch    | Germania | 1144  |
| 2    | Kathrin Wilhelm | Austria  | 870   |
| 3    | Katja Wirth     | Austria  | 743   |
| 4    | Nicole Hosp     | Austria  | 742   |
| 5    | Petra Knor      | Austria  | 738   |
| 6    | Karin Blaser    | Austria  | 705   |
| 7    | Martina Lechner | Austria  | 627   |
| 8    | Tamara Müller   | Svizzera | 583   |
| 9    | Michaela Kofler | Austria  | 575   |
| 10   | Martina Schild  | Svizzera | 461   |

#### Discesa libera
| Pos. | Nome            | Nazione  | Punti |
| ---- | --------------- | -------- | ----- |
| 1    | Maria Riesch    | Germania | 410   |
| 2    | Kathrin Wilhelm | Austria  | 347   |
| 3    | Katja Wirth     | Austria  | 310   |
| 4    | Karin Blaser    | Austria  | 271   |
| 5    | Tamara Müller   | Svizzera | 234   |

#### Supergigante
| Pos. | Nome            | Nazione  | Punti |
| ---- | --------------- | -------- | ----- |
| 1    | Katja Wirth     | Austria  | 429   |
| 2    | Kathrin Wilhelm | Austria  | 404   |
| 3    | Martina Schild  | Svizzera | 285   |
| 4    | Karin Blaser    | Austria  | 260   |
| 5    | Martina Lechner | Austria  | 256   |

#### Slalom gigante
| Pos. | Nome            | Nazione  | Punti |
| ---- | --------------- | -------- | ----- |
| 1    | Britt Janyk     | Canada   | 371   |
| 2    | Nicole Hosp     | Austria  | 367   |
| 3    | Andrine Flemmen | Norvegia | 360   |
| 4    | Petra Knor      | Austria  | 324   |
| 5    | Martina Lechner | Austria  | 298   |

#### Slalom speciale
| Pos. | Nome              | Nazione    | Punti |
| ---- | ----------------- | ---------- | ----- |
| 1    | Line Viken        | Norvegia   | 450   |
| 2    | Veronika Zuzulová | Slovacchia | 446   |
| 3    | Petra Knor        | Austria    | 377   |
| 4    | Nicole Hosp       | Austria    | 344   |
| 5    | Karin Truppe      | Austria    | 337   |